# Castañuela (película)
Castañuela es una película española de drama estrenada en 1945, coescrita y dirigida por Ramón Torrado y protagonizada en los papeles principales por Gracia de Triana y Fernando Freyre de Andrade.

## Sinopsis
Una joven cantaora de un cortijo andaluz debe elegir entre dos pretendientes: el hijo rico de un hacendado y un humilde trabajador de la finca.

## Reparto
- Gracia de Triana
- Fernando Freyre de Andrade
- Ricardo Acero
- Julio Rey de las Heras
- César Guzmán
- Victoria Cabo
- Félix Fernández
- Juanita Mansó
- Miguel del Castillo
- Conchita Sarabia
- Anita Bass
- Ramón Giner
- Consuelo Company
- Laura Montesol